# Рагнарссон, Юлия
Юлия Мария Рагнарссон (швед. Julia Maria Ragnarsson; род. 30 июля 1992, Мальмё) — шведская актриса.

## Биография
Юлия Рагнарссон родилась 30 июля 1992 в шведском городе Мальмё в семье актёра Ларса-Йорана Рагнарссона и сценографа Карин Рагнарссон. В 2008—2011 годах училась актёрскому мастерству в гимназии Хеленхольм в Мальмё.
В возрасте 10 лет дебютировала в комедии Tur & retur Эллы Лемхаген (2003). Позднее сыграла в таких фильмах как Maria Larssons eviga ögonblick Яна Труэля (2008), в фильме Stockholm Stories Юнаса Карлссона (2014) и в комедии Tillbaka till Bromma Петера Магнуссона (2014). За пределами Швеции стала известна после роли Лауры во втором сезоне телесериала Мост (Bron, 2013). Она исполнила главную роль студентки полицейской академии Оливии Рённинг в криминальном сериале SVT Прилив (Springfloden, 2016). В 2017 году в приняла участие рождественском календаре Jakten på tidskristallen на Шведском национальном телевидении.
В ноябре 2014 года Юлия Рагнарссон получила премию «Восходящая звезда» на Стокгольмском международном кинофестивале.

## Фильмография
- 2003 — Tur & retur
- 2006 — Wallander — Den svaga punkten
- 2008 — Wallander — Sidetracked
- 2008 — Maria Larssons eviga ögonblick
- 2012 — The Fear
- 2013 — «Мост»
- 2014 — Steppeulvene
- 2014 — Stockholm Stories
- 2014 — Tillbaka till Bromma
- 2015 — In the Sea
- 2016 — Min faster i Sarajevo
- 2016 — «Прилив»
- 2016 — Take Down
- 2017 — Jakten på tidskristallen
- 2019 — «Солнцестояние»